# Hold on My Heart
Hold on My Heart è un singolo del gruppo musicale britannico Genesis, pubblicato il 6 aprile 1992 come terzo estratto dal quattordicesimo album in studio We Can't Dance.

## Descrizione
Traccia numero 9 dell'ultimo album con la formazione a tre, è da scriversi completamente alla vena compositiva romantica di Phil Collins. Restano comunque apprezzabili alcune cesellature di Rutherford alle chitarre e le atmosfere delicate create da Tony Banks.

## Video musicale
Nel video musicale i tre musicisti suonano all'interno di un oscuro pub dopo l'ora di chiusura.

## Tracce
| 1 | Hold On My Heart         | 4:39  |
| 2 | Way Of The World         | 5:38  |
| 3 | Home By The Sea (Live) * | 12:18 |

Home By The Sea è un'inedita registrazione live dal tour 1986-87.

## Formazione
- Tony Banks – tastiera, cori
- Phil Collins – batteria, percussioni, voce principale
- Mike Rutherford – chitarra, basso, cori

## Classifiche
| Classifica (1992)                | Posizione massima |
| -------------------------------- | ----------------- |
| Australia                        | 63                |
| Belgio (Fiandre)                 | 16                |
| Canada                           | 1                 |
| Francia                          | 19                |
| Germania                         | 45                |
| Irlanda                          | 20                |
| Paesi Bassi                      | 13                |
| Regno Unito                      | 16                |
| Stati Uniti                      | 12                |
| Stati Uniti (adult contemporary) | 1                 |